# Mónico Sánchez Moreno
Mónico Sánchez Moreno (Piedrabuena, Ciudad Real, 4 de maig de 1880 - 6 de novembre de 1961), fou un inventor i enginyer elèctric espanyol, pioner de la radiologia, telecomunicacions sense cables i electroteràpia, conegut per l'invent d'un aparell portàtil de rajos X i corrents d'alta freqüència en 1909.
També va ser president de la Cambra de comerç de Ciudad Real.

## Història

### Infantesa

Provincia de Ciudad Real

La seva família tenia una petita teixonera (fabricava teules i maons) i la seva mare rentava roba aliena en el paratge del riu anomenat Tabla de la Yedra. Mónico era el menor de quatre germans, ajudava a la seva mare en carregar la roba.
A Piedrabuena, amb una economia rural empobrida, agrària de secà i ramadera, el 75% eren analfabets.
En 1900, Piedrabuena tenia 3.810 habitants.

### Madrid
El professor de l'escola pública de Piedrabuena el va animar a que seguís estudiant. Sense tenir el batxiller elemental, Mónico es va comprar un vestit i va anar a Madrid per estudiar enginyeria elèctrica.
Va arribar a Madrid en 1901 en l'època en què s'estava implantant l'enllumenat públic i s'estava electrificant el tramvia per substituir els tramvies de tracció animal.
L'Escola d'Enginyers Industrials de Madrid estava tancada per les vagues estudiantils. Mónico va decidir apuntar-se a un curs d'electrotècnia a distància impartit des de Londres per l'enginyer Joseph Wetzle. El curs era en anglès i Mónico no en sabia ni una paraula. Durant 3 anys va seguir el curs per correu de forma rigorosa. En finalitzar-lo el mateix Joseph Wetzler es va posar en contacte amb ell i el va recomanar per a una plaça en una empresa de Nova York.

### Estats Units
El 12 d'octubre de 1904 Mónico tenia 23 anys i es va pujar a un vaixell a Cadis amb 60 dòlars en la butxaca i destinació a Nova York. Va començar a treballar d'ajudant de delineant, però aviat es va matricular en l'Institut d'Enginyers Electricistes, un centre de formació professional. Més endavant va ser a un curs d'electrotècnia d'uns mesos de durada de la Universitat de Colúmbia.
Mónico Sánchez fitxà com a enginyer de la Van Houten and Ten Broeck Company, dedicada a l'aplicació de l'electricitat als hospitals. Allí va inventar un aparell de raigs X portàtil. Amb prou feines pesava 10 quilograms, enfront dels 400 dels equips tradicionals. França va comprar 60 unitats per a les seves ambulàncies de campanya.
La Collins Wireless Telephone Company contractà a Mónico Sánchez com a enginyer en cap, amb la intenció de vendre el seu aparell portàtil de raigs X, que va passar a anomenar-se The Collins Sánchez Portable Apparatus. Collins oferí 500.000 dòlars a Mónico Sánchez pel seu invent.
Frederick Collins es va bolcar en la telefonia sense fils. Els seus aparells podien comunicar-se sense cables a més de 100 quilòmetres. El problema és que el seu telèfon, amb un micròfon de carbó, s'escalfava a poc a poc i acabava cremant als 15 minuts de parlar sense interrupció. L'empresa de Collins va començar una gran campanya de propaganda per vendre accions, suggerint que la telefonia mòbil en cotxes, trens i vaixells ja era una realitat.
D'aquelles campanyes queda una fotografia de 1909 en la qual apareix Mónico Sánchez mostrant el seu aparell de raigs X en un lloc de la III Fira de l'Electricitat, celebrada a Madison Square Garden, Nova York. Al seu costat apareixen els llocs de la General Electric de Thomas Edison i de la Westinghouse de Nikola Tesla. Als cartells hi deia:
| « | No wires. No poles. No Franchises. The Collins Wireless Telephone Co. | » |

Quatre executius de la Collins Wireless Telephone Company, inclòs Collins, acabaren a la presó. En la seva sentència s'al·ludia a un presumpte frau en les seves demostracions en llocs públics, limitades a converses breus perquè els telèfons no fessin espurnes. Quan va esclatar l'escàndol, Mónico ja havia abandonat l'empresa.

### Piedrabuena
En 1912, amb 32 anys va tornar a Espanya convertit en un emprenedor milionari. En 1913 construí a Piedrabuena el Laboratorio Eléctrico Sánchez que ocupava una superfície de 3.500 metres quadrats. Va contractar a un bufador de vidre alemany per a l'elaboració de tubs de buit.
Va instal·lar una central elèctrica al seu poble, proveïda pel carbó arribat en carros tirats per mules. Va fer arribar l'electricitat a les cases de Piedrabuena. Muntà un cinema a Piedrabuena. Cap al final de la seva vida va deixar de vendre els seus aparells i va tenir certes dificultats econòmiques.
Molts dels aparells que va fabricar al seu poble a partir de 1913 s'exposen avui en el Museo Nacional de Ciencia y Tecnología, amb seus a A Coruña i Madrid. Va morir a Piedrabuena el 6 de novembre de 1961. Després de la seva mort el Laboratorio Eléctrico Sánchez va tancar. En l'actualitat està ocupat per un col·legi, un centre de salut i un centre cultural.